# Corvette C7
Die Corvette Stingray (C7) ist das Nachfolgermodell des Anfang 2013 ausgelaufenen Sportwagens Corvette C6 von General Motors. Eine Konzeptstudie „Corvette C7 Stingray Concept“ wurde Ende Februar 2009 auf der Chicago Auto Show der Öffentlichkeit vorgestellt. Im Januar 2012 wurden erste Erlkönig-Fotos der neuen Generation bekannt.
Chevrolet bezeichnet das Modell in den USA als Chevrolet 2014 Corvette Stingray. Die offizielle Bezeichnung für Europa ist Corvette Stingray, teilweise nennt Chevrolet auch Corvette Stingray 2014.
Die Corvette C7 wurde am 13. Januar 2013 (am Abend vor der Eröffnung der Detroit Auto Show) der Öffentlichkeit vorgestellt; für eine große Überraschung sorgte die Bekanntgabe, dass die neue Corvette den seit über 30 Jahren unbenutzten Beinamen „Stingray“ tragen wird.
Der Wagen kam in Europa im Dezember 2013 auf den Markt. Die Verkaufspreise begannen bei 69.990 €.

## Karosserie

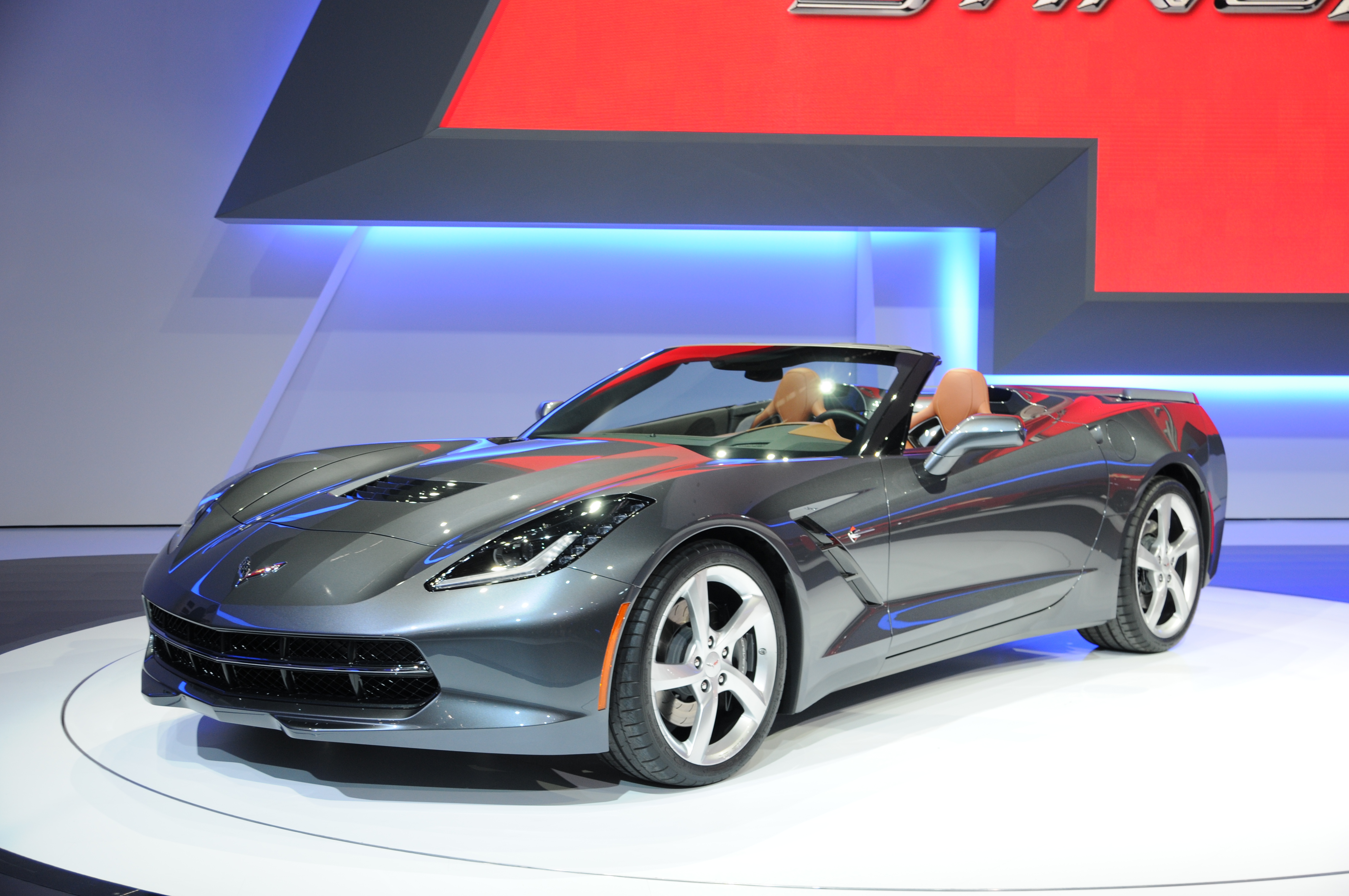
Corvette C7 Convertible (2013–2019)

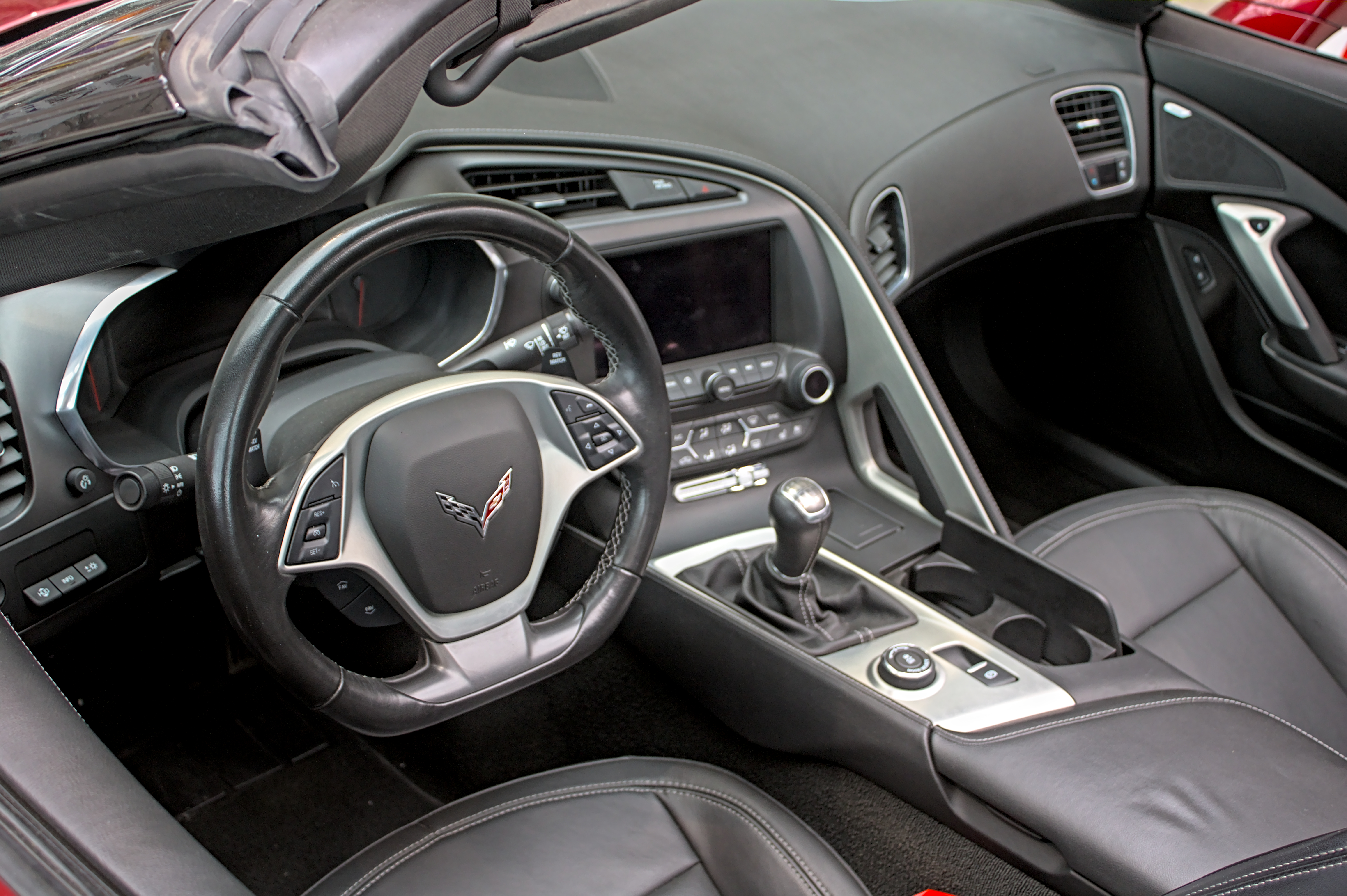
Innenansicht

Das Chassis der Corvette Stingray C7 besteht aus Aluminium- und Magnesium-Komponenten und soll 49 Kilogramm leichter als das des Vorgängers sein. Die Karosserie besteht aus Kunststoff, davon viele Teile aus kohlenstofffaserverstärktem Kunststoff (KFK, „Carbon“).
Ein gutes Gewichtsmanagement ermöglicht eine Gewichtsverteilung von 50:50 zwischen beiden Achsen; dafür sorgen beispielsweise auch die serienmäßig aus KFK hergestellte Motorhaube und das Targadach, das wie bei den Vorgängerversionen herausnehmbar ist.

## Antrieb

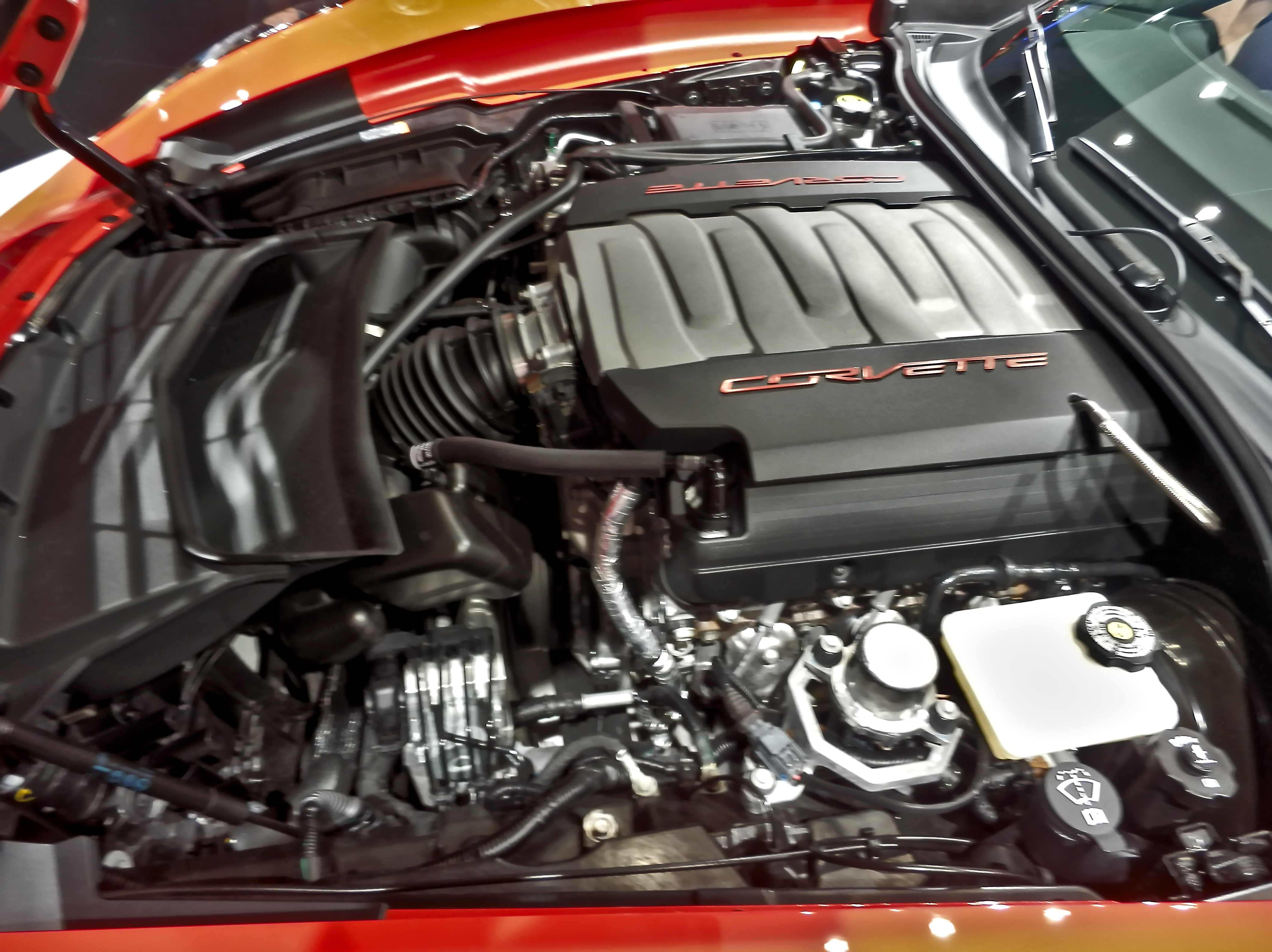
Blick in den Motorraum

Statt des ursprünglich vorgesehenen Mittelmotors verfügt die Corvette Stingray C7 – wie bereits die Vorgänger – über einen konventionellen Frontmotor mit Hinterradantrieb und zwecks besserer Gewichtsverteilung hinten eingebautem Getriebe (Transaxle). Die Basisversion der C7 sollte den 2012 vorgestellten LT1-Motor mit 6,2 Litern Hubraum erhalten, der 630 Nm maximales Drehmoment entwickeln kann sowie 343 kW (466 PS) leistet – die C7 sollte somit die stärkste Basis-Corvette, die es bisher gab werden. Der LT1-Motor war der erste Motor der neuen 5. Generation von GMs Small-Block-Motoren; er kombinierte verschiedene Technologien wie Direkteinspritzung, Zylinderabschaltung und variable Ventilsteuerung. Das erlaubt auch eine Verringerung des Benzinverbrauchs, womit die C7 12 Liter als Coupe, bzw. 12,2 Liter als Cabrio nach NEFZ verbraucht. Dabei kommt in der Corvette Stingray C7 erstmals ein spezielles Soundengineering-System zum Einsatz. Bei der Umschaltung zwischen Acht- und Vierzylinderbetrieb optimieren Abgasventile von Tenneco den Abgasstrom und regeln das Abgas-Geräusch mit gezielten Öffnungs- und Schließvorgängen.
Die Corvette wurde wahlweise mit einem 7-Gang-Handschaltgetriebe oder, seit Modelljahr 2015, einem 8-Stufen-Automatikgetriebe mit Schaltwippen am Lenkrad angeboten. Zuvor gab es eine 6-Stufen-Automatik.
Der Basispreis für die Chevrolet Corvette Stingray (Modelljahr 2015) betrug beim Coupé 79.500 € und beim Cabrio 84.500 €.

## Sondermodelle und Ausstattungen

### C7 Grand Sport

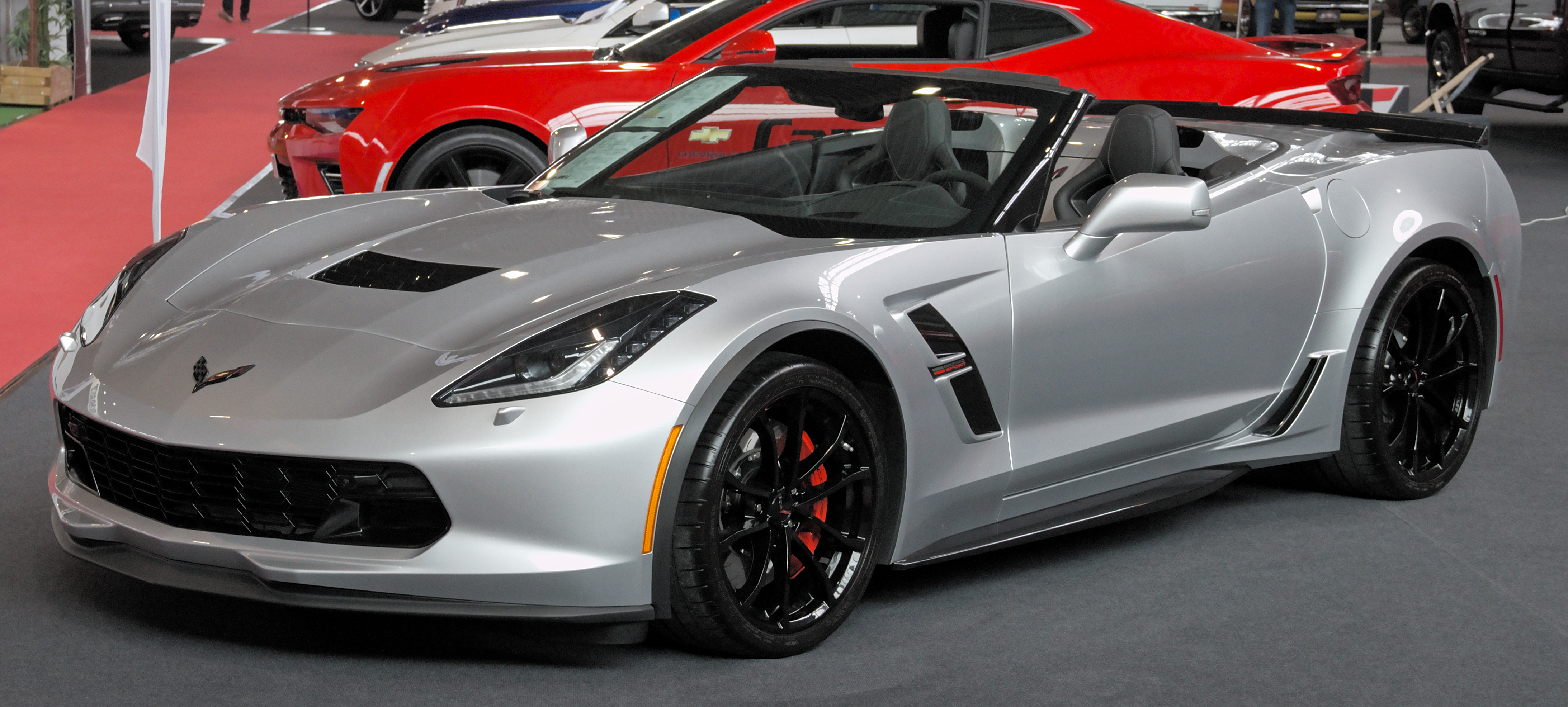
Corvette C7 Grand Sport

Die Corvette C7 Grand Sport war zwischen der Basisversion Stingray und der C7 Z06 angesiedelt. Sie hat ein rennsporterprobtes Leichtbau-Chassis und ein Aerodynamik-Paket für besseren Grip und besseres Handling. Die Grand Sport verfügt über eine Trockensumpfschmierung, Stabilisatoren und Dämpfern der Z06, Bremsen mit geschlitzten Scheiben, Mehrkolben-Bremssätteln vorn und hinten, breitere Radkästen und Felgen sowie ein Grand-Sport-Emblem.

### C7 Z06

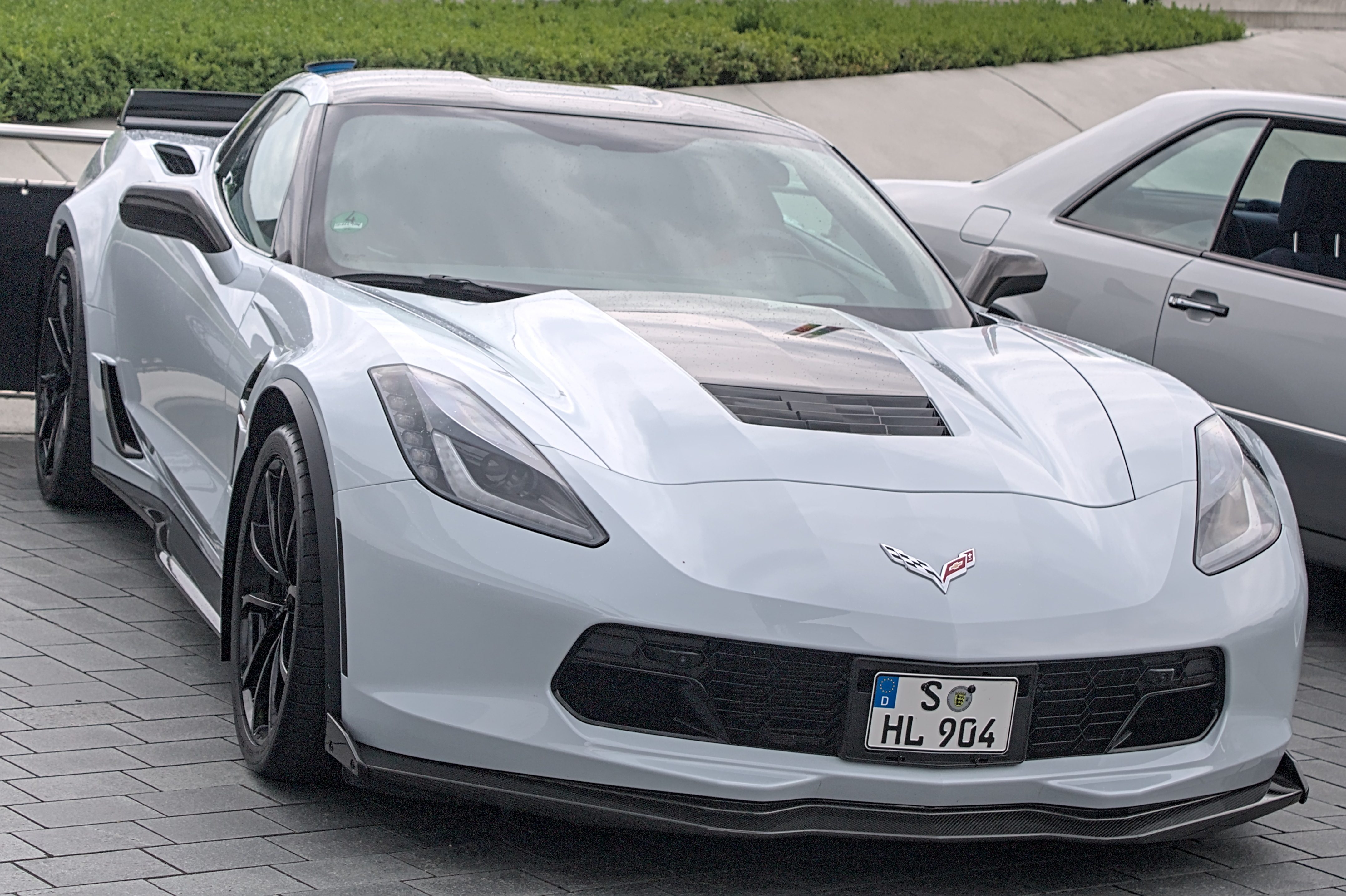
Corvette C7 Z06

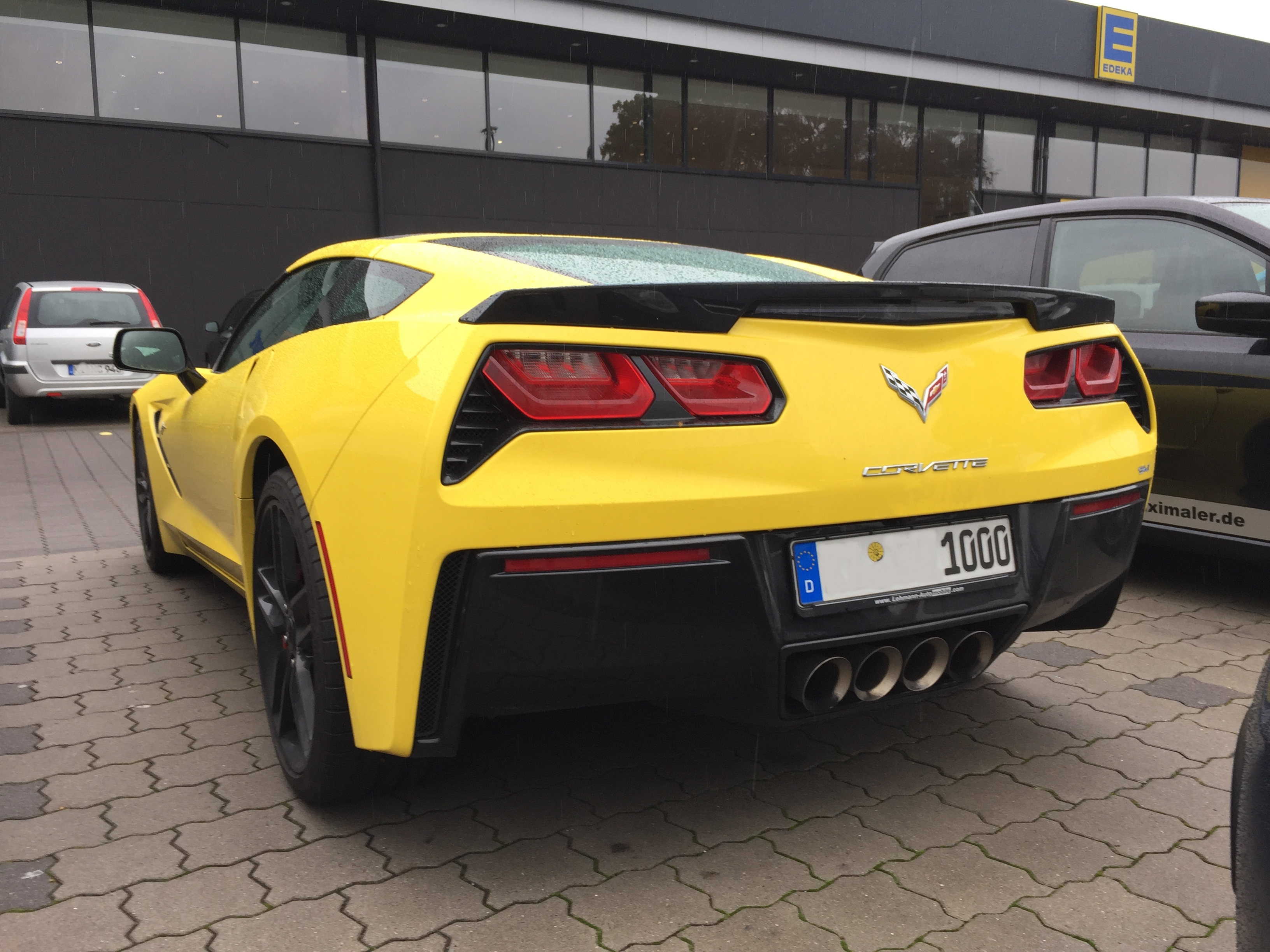
Corvette C7 schräge Heckansicht

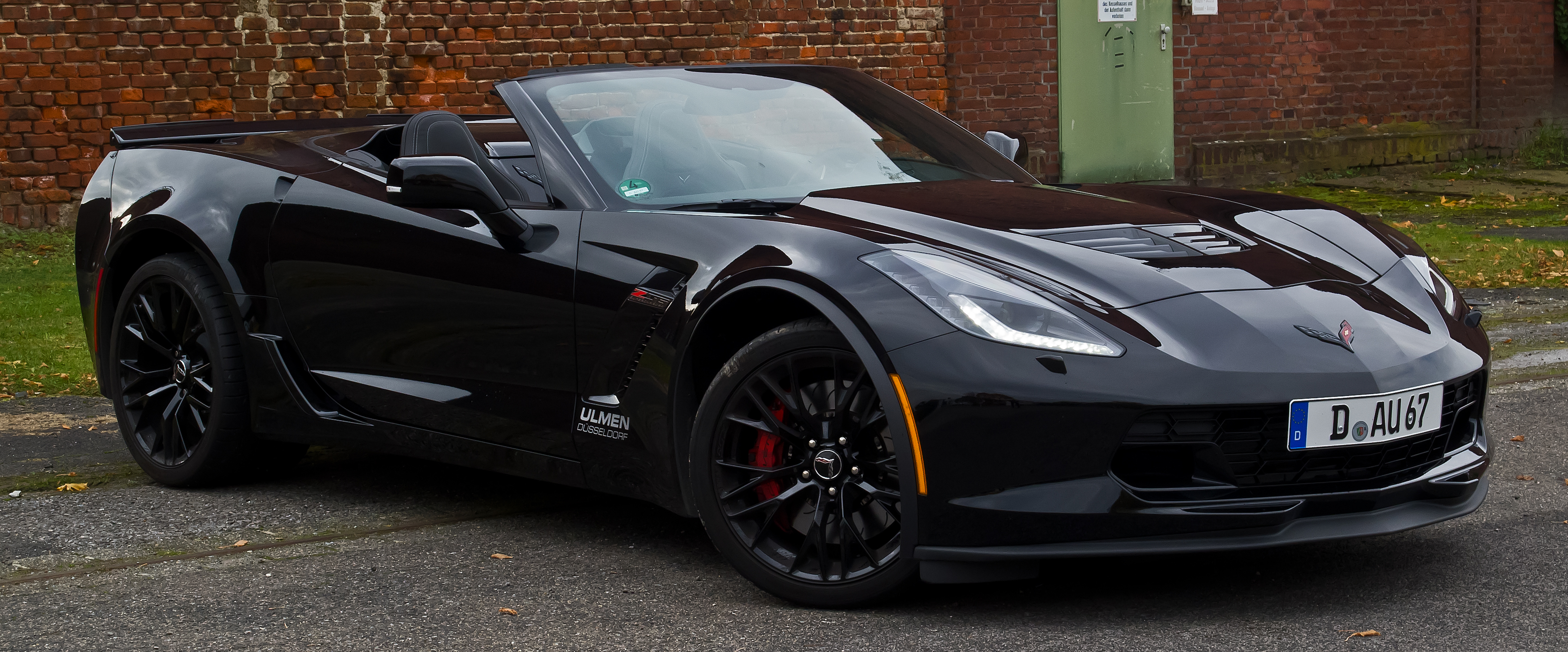
Corvette C7 Z06 Cabriolet

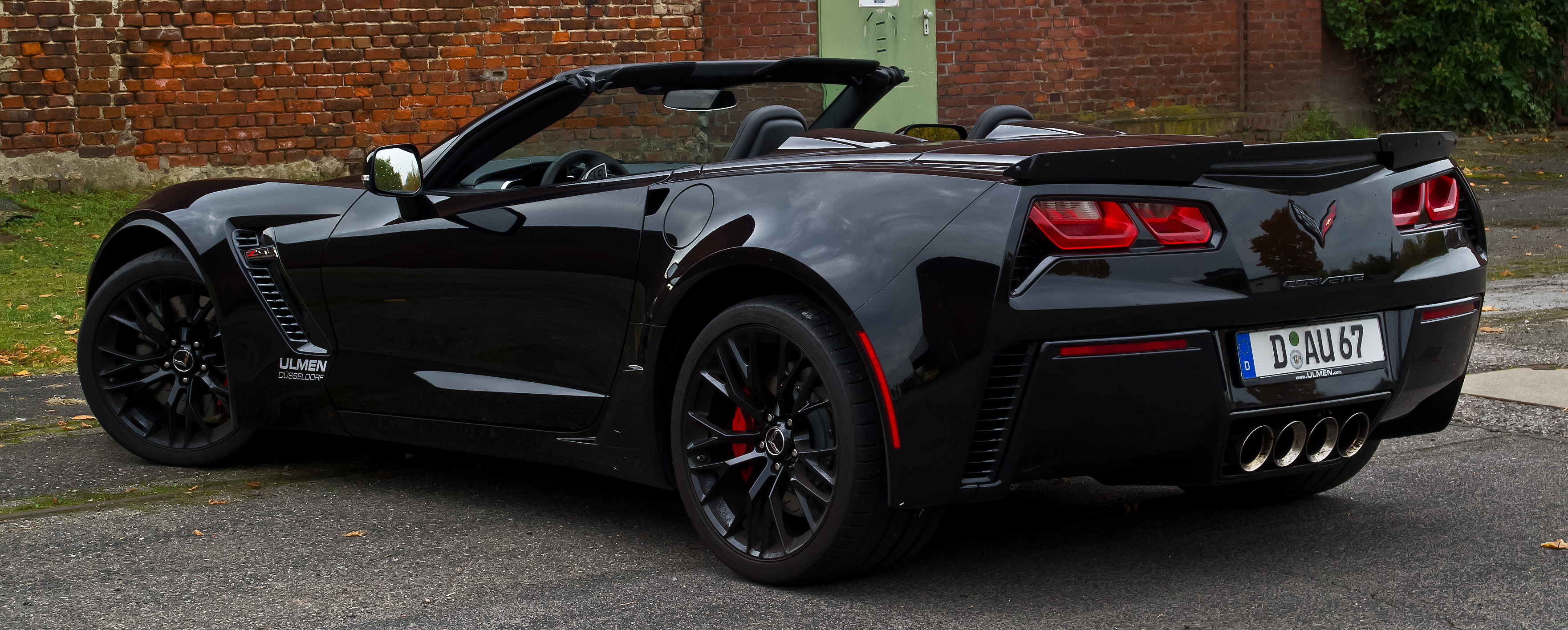
Schräge Heckansicht

Die Corvette C7 Z06 wurde ein Jahr nach der Corvette C7 Stingray auf der Detroit Auto Show am 13. Januar 2014 vorgestellt. Sie ist nach der C2 Z06 (ausschließlich 1963, gebaut in 199 Exemplaren), C5 Z06 und der C6 Z06 das vierte Modell der Reihe „Z06“.
Der Wagen besitzt erstmals das Targadach der normalen Corvette, wobei das Chassis geöffnet 20 % verwindungssteifer ist als das der C6 Z06 mit fest verschraubtem Dach.
Der neue LT4-V8-Alu-Motor verfügt über 6,2 Liter Hubraum, einen Kompressor und eine Trockensumpfschmierung. Er leistet laut GM 485 kW (650 SAE-bhp) und erzeugt ein maximales Drehmoment von 881 Newtonmetern (650 lb*ft).
Die Z06 sollte mit dem manuellen 7-Gang-Getriebe oder einem neuen 8-Stufen-Automatikgetriebe ausgeliefert werden.

### Z07 Performance Paket
Für die Grand Sport und das Z06 Coupé war wahlweise das Z07-Performance-Paket lieferbar. Es besteht aus größeren KfK-Seitenschwellern, größeren Endplatten für den Frontsplitter und einer einstellbaren, transparenten Gurney Flap am Heckflügel (nur für die Z06). Das Ergebnis ist der höchste Abtriebswert, den GM bisher in einem Serienmodell gemessen hat. Ein speziell abgestimmtes Fahrwerk mit Magnetic Selective Ride Control sorgt dafür, dass die Z06 oder Grand Sport selbst bei starken Seitenkräften die Bodenhaftung behält. Dies wird zusätzlich durch das serienmäßige Performance-Traction-Management und das elektronische Sperrdifferenzial unterstützt. Die Bremsanlage mit Carbon-Keramik-Bremsscheiben lieferte Brembo, diese wird in ähnlicher Form bei Endurance-Rennen verwendet. Die Bremssättel vorn haben 6 Kolben und die Hinteren 4 Kolben. Die Bremsscheiben sind etwa 50 % leichter als entsprechende Scheiben aus Grauguss.

### C7 ZR1

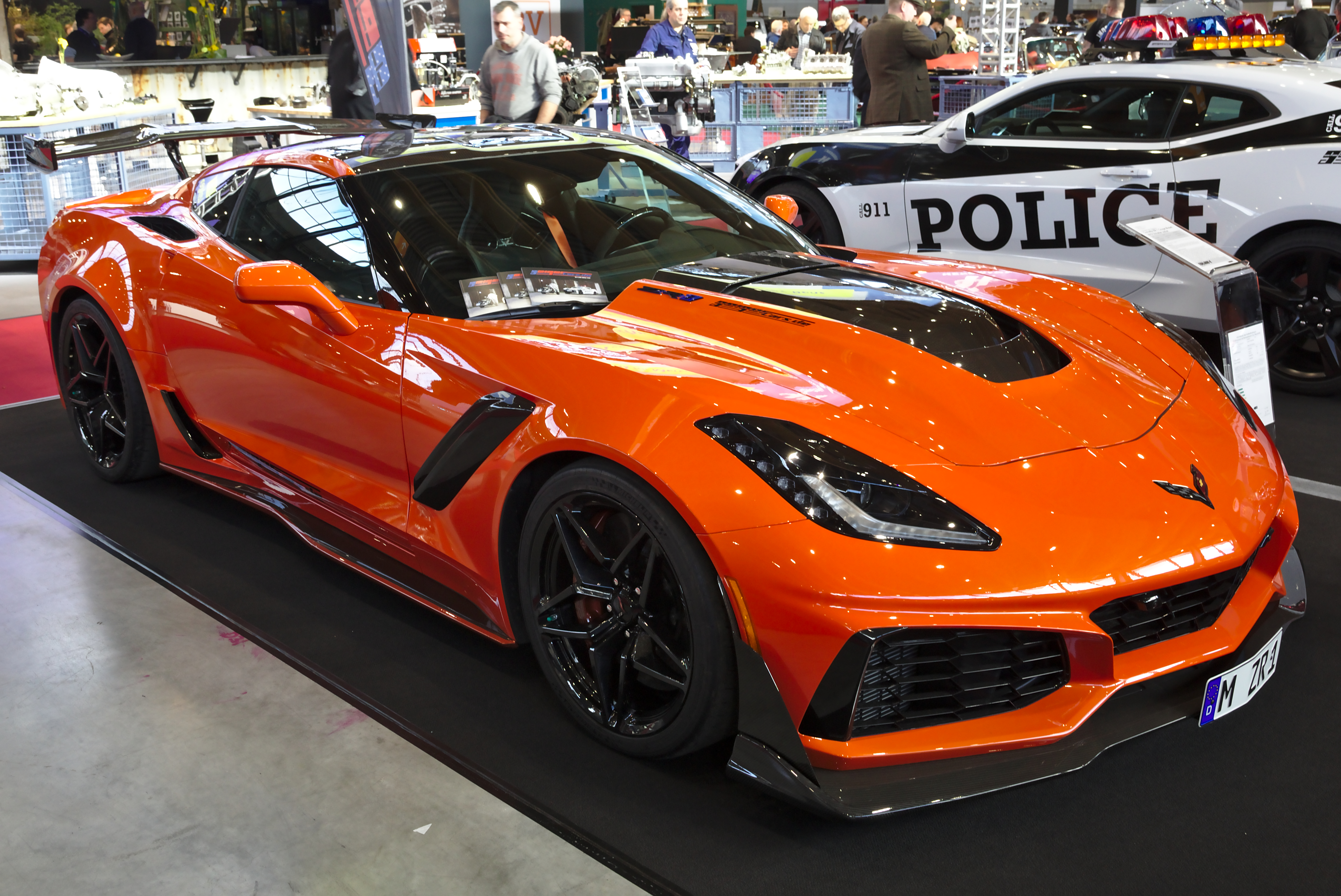
Corvette C7 ZR1

2017 stellte Chevrolet auf der Dubai International Motor Show die Corvette C7 ZR1 als Coupé und auf der LA Auto Show als Cabrio vor. Angetrieben wird der etwa 103.000 Euro teure Sportwagen von einem LT5-Motor mit einer Leistung von 765 PS und einem Drehmoment von 969 Nm. Optisch wurde die C7 ZR1 mit Carbonanbauteilen, Heckflügeln und Lufteinlässen aufgewertet, mit dem optional erhältlichen ZTK Performance Package wird so der Abtrieb um 60 % erhöht. Der Verkauf begann im Dezember 2017, die ersten Fahrzeuge wurden im Frühjahr 2018 in den USA ausgeliefert. Das Fahrzeug mit der Fahrgestellnummer 001 wurde am 19. Januar 2018 vom Auktionshaus Barrett-Jackson in Scottsdale für einen guten Zweck versteigert. Der Erlös betrug 925.000 US-Dollar.

## Technische Daten
| Modell                               | C7 Stingray                                      | C7 Grand Sport                                   | C7 Z06                                           | C7 ZR1                                           |
| ------------------------------------ | ------------------------------------------------ | ------------------------------------------------ | ------------------------------------------------ | ------------------------------------------------ |
| Bauzeitraum                          | 09/2013–11/2019                                  | 01/2017–11/2019                                  | 03/2014–11/2019                                  | 01/2018–11/2019                                  |
| Zylinderanordnung                    | V8                                               | V8                                               | V8 Kompressor                                    | V8 Kompressor                                    |
| Einbaulage                           | vorn längs                                       | vorn längs                                       | vorn längs                                       | vorn längs                                       |
| Ventile/Nockenwellen                 | 2 pro Zylinder/1                                 | 2 pro Zylinder/1                                 | 2 pro Zylinder/1                                 | 2 pro Zylinder/1                                 |
| Hubraum in cm³                       | 6162                                             | 6162                                             | 6162                                             | 6162                                             |
| Bohrung × Hub                        | 103,25 mm × 92 mm                                | 103,25 mm × 92 mm                                | 103,25 mm × 92 mm                                | 103,25 mm × 92 mm                                |
| max. Leistung in kW (PS) / bei 1/min | 343 (466) / 6000                                 | 343 (466) / 6000                                 | 485 (659) / 6000                                 | 563 (765) / 6300                                 |
| max. Drehmoment in Nm / bei 1/min    | 630 / 4600                                       | 630 / 4600                                       | 881 / 3600                                       | 969 / 4400                                       |
| Antriebsart                          | Hinterradantrieb                                 | Hinterradantrieb                                 | Hinterradantrieb                                 | Hinterradantrieb                                 |
| Getriebeart                          | 7-Gang-Schaltgetriebe/8-Stufen-Automatikgetriebe | 7-Gang-Schaltgetriebe/8-Stufen-Automatikgetriebe | 7-Gang-Schaltgetriebe/8-Stufen-Automatikgetriebe | 7-Gang-Schaltgetriebe/8-Stufen-Automatikgetriebe |
| Höchstgeschwindigkeit in km/h        | 290 (Cabrio: 282)                                | 290 (Cabrio: 282)                                | 315                                              | 342 (Cabrio: 338)                                |
| Beschleunigung 0–100 km/h in s       | 4,2                                              | 4,2 (3,9 mit Z07 Package)                        | 3,8                                              | 3,0                                              |
| Verbrauch kombiniert in l/100 km     | 12,0 (Cabrio:12,2) Super                         | 12,3 Super                                       | 12,7 Super                                       | 16,1 Super                                       |
| CO2-Emission in g/km                 | 279 (Cabrio:283)                                 | 282                                              | 292                                              | 381                                              |

## Sonstiges
Von November 2012 bis 14. Januar 2013 konnte in dem PlayStation-3-Spiel „Gran Turismo 5“ ein getarnter Erlkönig der Corvette C7 mit dem neuen LT1-Motor virtuell probegefahren werden. Seit dem 15. Januar 2013 ist das mit dem ungetarnten Serienmodell möglich.
Der italienische Soleil Anadi basiert auf der Corvette C7 und nutzt den Antrieb der Corvette C7 Z06.

## Auszeichnungen
2014: Auto des Jahres (Nordamerika)